# Regimiento Atacama

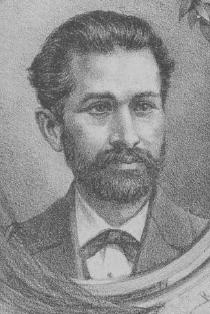
Juan Martínez Bustos

El batallón "Atacama", creado en mayo de 1879, estaba formado sobre el Batallón Cívico de la ciudad de Copiapó y conformado principalmente por mineros de la Provincia de Atacama, siendo sus soldados apodados como Los Curitas, debido a que sus uniformes eran de color negro, diferenciándose del resto del Ejército de Chile.

## Historia

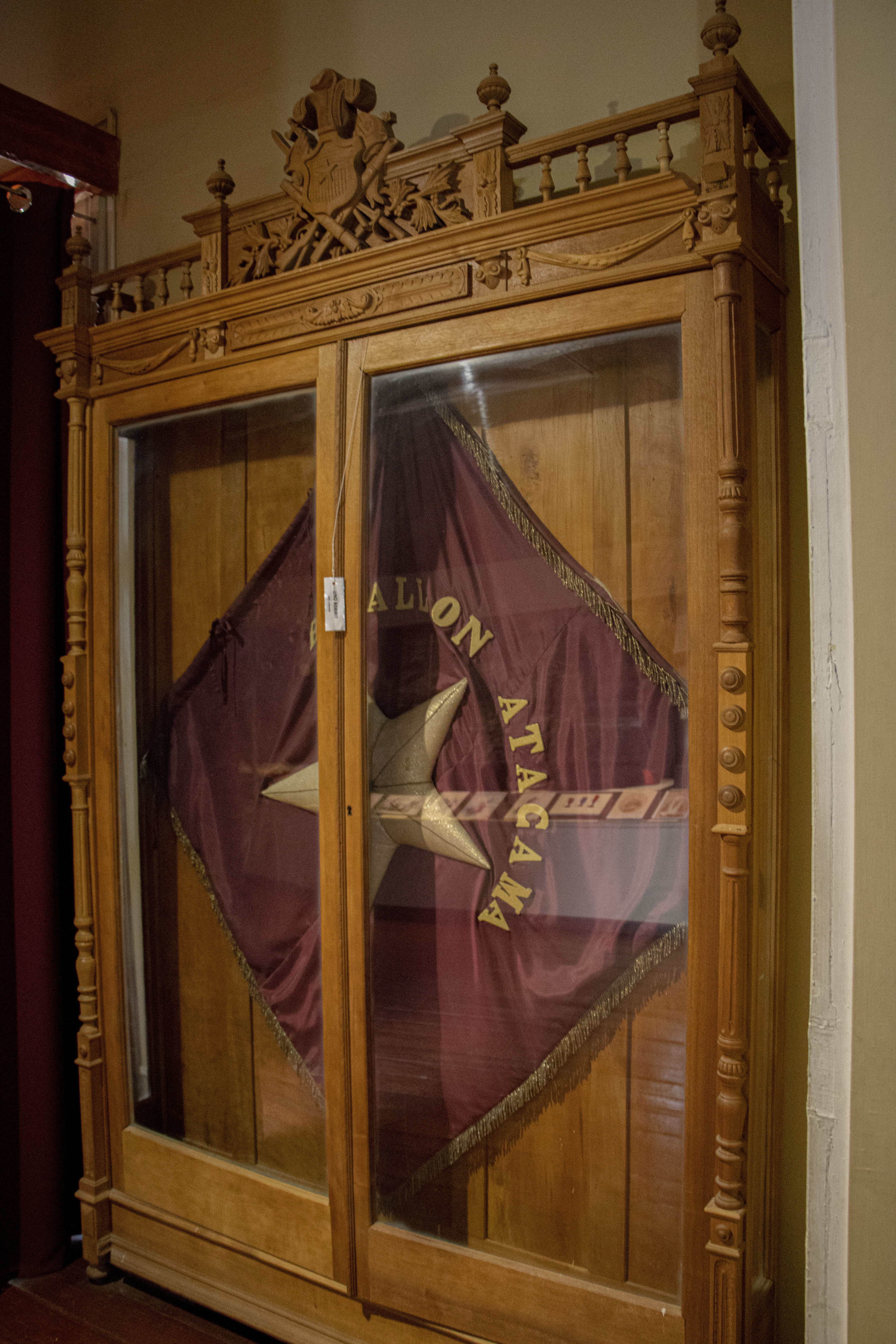
Réplica del estandarte del Batallón Atacama, exhibido en el Museo Regional de Atacama

Aparentemente, al principio de la Guerra del Pacífico, el alto mando chileno no esperaba que esta unidad combatiera, incluso una parte de esta fue destinada a reforzar al 2.º de Línea, además de no proveer a la unidad con armas ni uniformes, por lo que la moral de la tropa comenzó a disminuir, pero las gestiones del Intendente de la Provincia, subsanaron este problema, y el Atacama n.º 1 recibe sus particulares uniformes y tiene la certeza que la unidad no sería disuelta. Además, sus ejercicios bien realizados ante la mirada de los altos jefes del Ejército - entre ellos el ministro de Guerra Rafael Sotomayor y su hermano Emilio - le granjearon la confianza necesaria para ser considerada en los planes militares. Debido a esto, se dispuso que sería de las primeras unidades enviadas a la Provincia peruana de Tarapacá, que era la primera fase de la campaña terrestre. Fue comandado por el coronel Juan Martínez, quién murió en Miraflores.
Esta unidad participó en casi todas las batallas de la guerra, por lo mismo fue una de las que sufrió mayores bajas; de hecho, del Atacama original - Atacama n.º 1 - sólo sobrevivieron 52 soldados, los que llevaban un distintivo especial.
Durante la guerra hubo tres unidades que llevaron el nombre de "Atacama", sin embargo, solo deben reseñarse los batallones n.º 1 y n.º 2, que posteriormente formarían el Regimiento de Infantería "Atacama".

### Batallón Atacama n.º 1
El batallón "Atacama" n.º 1, fue creado el día 13 de mayo de 1879, sobre la base del batallón cívico de Copiapó, quedando de guarnición en Caldera, donde se inicia la instrucción del cuerpo, durante esta época construye los dos fuertes del lugar el "Esmeralda" y el "Arturo Prat". En principio, pareció que el gobierno no estaba interesado en que un cuerpo cívico de la zona participara activamente en las futuras campañas de la guerra, prueba de ello es que en un momento se envió a 200 hombres de la unidad para que completaran la dotación del 2° de Línea, temiendo ser transformados en un cuerpo de reemplazos, a verse disueltos, sin equipos apropiados, y ni siquiera uniformes, la moral de la unidad empezó a bajar, pero finalmente gracias a gestiones realizadas por el Intendente de la Provincia de pronto el cuerpo se vio con la seguridad de no ser disuelto, además por el mismo tiempo recibió sus flamantes uniformes negros, lo que les valió el apodo de "los curitas", la moral subió al máximo cuando con fecha 14 de octubre de ese año es enviado a Antofagasta, bajo la enérgica mano de su comandante Juan Martínez, la unidad alcanzó en poco tiempo un excelente pie de instrucción, pero a pesar de esto se decidió dejarlo en Antofagasta como parte de la reserva, contrariado, el comandante ordena realizar según la costumbre de las tropas chilenas acantonadas en Antofagasta una carga a la bayoneta contra un cerro muy empinado, a la vista del General Escala y del Ministro Sotomayor, la unidad cargó de tal forma que no perdió la formación, no quedó rezagado ni uno de sus hombres y realizó la ascensión hasta la cumbre en solo la mitad del tiempo empleado por los mejores cuerpos del ejército, impresionados por la carga rápidamente se decidió que el "Atacama" n.º 1 debía marchar con las primeras tropas a Tarapacá, aún más, el general Escala designó como parte de las primeras tropas en entrar en acción, junto a la Brigada de "Zapadores".
La unidad se organizaba con una pequeña Plana Mayor y cuatro compañías de fusileros, cada una de ellas con 98 soldados.
En el desembarco anfibio de Pisagua, el 2 de noviembre de 1879 fueron las tropas cívicas del "Atacama" n.º 1 las que primero remontaron hasta la alta cumbre de Hospicio luego de varias horas de combate, en este combate el batallón perdió 75 hombres, destacando por su valor el joven Teniente Rafael Torreblanca.
Algunos días después de este hecho, al ser capturada la estratégica aguada de Dolores, la unidad es trasladada al interior como parte de las tropas que debían proteger el sector, el 19 de noviembre, luego de haber marchado durante gran parte de la noche desde Santa Catalina, la unidad fue decisiva en la batalla de Dolores (llamada San Francisco por los peruanos) al contraatacar a las tropas peruanas que asaltaban la batería Salvo, primero dos compañías y luego las otras dos cargando con furia apoyados por grupos aislados del Batallón "Coquimbo" n.º 1, rechazaron hasta el plano a los peruanos, se luchó con saña, pero finalmente las tropas aliadas se retiraron, el "Atacama" n.º 1 perdió en esta ocasión 93 hombres.
Terminada la campaña, el cuerpo de apenas unos meses de formación había adquirido un gran prestigio, siendo asignado a la 2.ª división, y embarcado con rumbo a Ilo para participar en la campaña de Tacna y Arica, al poco tiempo el comando chileno decide enviar una expedición contra Moquegua, formando parte de ella el "Atacama"n.º 1, luego de atravesar un terrible desierto, la unidad entra en Moquegua, abandonado por las tropas peruanas, que se atrincheraron en las alturas de Los Ángeles, en una arriesgada operación el batallón trepó por las escarpadas laderas del Estuquiña, flanqueando la posición peruana, lo que determinó finalmente su derrota, nuevamente destacó el Teniente Rafael Torreblanca, quien fue el guía de la unidad en la ascensión, lo que le valió el ascenso a Capitán, el batallón en tanto debió lamentar la pérdida de 16 hombres.

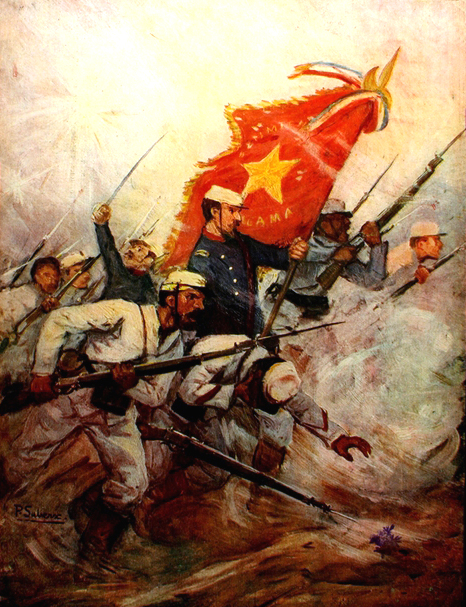
Carga del Atacama en Chorrillos, grabado de Pedro Subercaseaux.

Después de una larga estadía en Moquegua la unidad es enviada hacia el sur, para participar en la batalla decisiva de la campaña, Tacna, el 26 de mayo de 1880, nuevamente la unidad es enviada a lo más peligroso de la acción, junto con el resto de la 2.ª División, debe atacar el centro del dispositivo aliado, defendido por el grueso de los batallones peruanos, fusilados por tropas superiores su ataque pronto pierde fuerza, pero logra mantenerse hasta la llegada de refuerzos, con los batallones de apoyo se logra finalmente la victoria, pero el costo es tremendo, se pierden entre muertos y heridos 296 hombres, es decir exactamente el 50% del personal presentado a batalla, entre las bajas más sensibles se contó el Capitán Torreblanca héroe de Pisagua, Dolores y Los Ángeles.
Luego de esta acción el batallón queda acantonado en Tacna, dando el gobierno orden de elevar el batallón a 900 hombres, el 16 de agosto de 1880, pero posteriormente esta orden quedó sin efecto, al ser ordenada la disolución del otro batallón de la provincia, el "Atacama" n.º 2, y que esas tropas sirvieran de base para que el "Atacama" n.º 1 fuera transformado en Regimiento, con fecha 21 de agosto de 1880.
Tres meses después, como parte de la I brigada de la 1.ª División, el "Atacama" volvía a la acción, siendo desembarcado en Pisco, donde permanece hasta recibir la orden de marchar hacía Lurín, punto de concentración del ejército que se preparaba para atacar Lima, el Regimiento durante trece días marcha por territorio hostil, sin sufrir bajas.
Llegado a Lurín a fines de 1880, queda en este punto hasta el 12 de enero de 1881, cuando la unidad inicia la marcha hacía la batalla de Chorrillos, tocándole participar en lo más duro de la lucha, asaltando las posiciones peruanas de Villa, luego de lo cual continua avanzando en demanda del morro Solar, pero su ofensiva no podía progresar a causa de que el ataque se realizaba sin el adecuado apoyo artillero, por lo que en el sector denominado "La calavera", las tropas sufren fuertes bajas y un contraataque peruano que le obligan a retroceder. Pero la victoria sobre el cuerpo de Cáceres en San Juan permite que los refuerzos lleguen y la acción pueda reiniciarse, culminando por fin con la victoria y la destrucción del Cuerpo de Iglesias hacía las 15 horas.
El Regimiento "Atacama" deja Lurín el 12 de enero de 1881 e inicia la marcha a Chorrillos.
Durante todo el día 14 el cuerpo se reorganiza no pudiendo llegar a determinarse exactamente el número de bajas, ya que el día 15 sorpresivamente rota la tregua que se mantenía entre los ejércitos de Chile y Perú, el "Atacama", nuevamente es enviado a la acción, esta vez en Miraflores, como apoyo de la 3° división, luego de la victoria obtenida, por fin se pudo tener un panorama claro de la cantidad de bajas sufridas por la unidad en las dos batallas, 474 hombres, es decir el 45,5% del total de tropas que disponía la unidad al iniciarse la batalla de Chorrillos, llama la atención el alto número de bajas registrado dentro de los oficiales, perdiendo 21, lo que equivale a cerca de los 2/3 de ellos.
El "Atacama", como parte de la 1.ª División ocupa el puerto del Callao, hasta que unos meses después es repatriado, valga decir que a lo largo de las seis batallas en las que participó perdió 954 hombres.
Al regreso a casa la unidad es disuelta el 1 de abril de 1881.

### Batallón Atacama n.º 2
A raíz de la brillante participación del Batallón "Atacama" n.º 1 en la campaña de Tarapacá, el gobierno ordena con fecha 4 de enero de 1880 la creación de un nuevo batallón de infantería en la Provincia de Atacama, recibiendo el nombre de Batallón "Atacama" n.º 2. La verdad es que esta unidad tuvo una vida más bien corta, ya que con fecha 16 de agosto de 1880 es disuelto, y su personal pasa a engrosar las filas del n.º 1, ahora transformado en Regimiento.
Esta unidad no entró jamás en combate, pero sin embargo formó parte del ejército de Operaciones Norte, estando de guarnición en Caldera, posteriormente en Ite a fines de mayo de 1880, luego de que los chilenos conquistarán Tacna quedó en dicha ciudad hasta su disolución.

## Marcas Tácticas
A fin de distinguirse de las demás unidades durante la campaña de Lima, los hombres del Regimiento Atacama utilizaban dos "V" en el brazo derecho, que eran el símbolo de la unidad, mientras que en el brazo izquierdo utilizaban una cinta blanca que los identificaba como pertenecientes a la 1.ª División.

## Uniforme
Durante las primeras dos campañas de la guerra los soldados del Regimiento utilizaron el uniforme negro que les hizo famosos como "los curitas" (en atención a que su atuendo era parecido al de los sacerdotes de la época), pero ya para la campaña de Lima es probable que pasara a ser gris azulado como el de la mayoría de las unidades chilenas.

## Curiosidades
El grueso del armamento de la unidad, fusiles Comblain II de origen belga, pasaron al Regimiento "Aconcagua" tras la repatriación de la unidad a Chile, de forma que las armas del Atacama sirvieron durante la ocupación del Perú.